# Zurab Andjaparidze
Zurab Ivànovitx Andjaparidze; en georgià: ზურაბ ივანეს ძეანჯაფარიძე (Kutaissi (Geòrgia), 4 de desembre, 1928 - Tbilisi (Georgia), 12 d'abril, 1997), fou un cantant d'òpera soviètic, georgià i rus (tenor líric-dramàtic), director de teatre, professor. Artista popular de l'URSS (1966).

## Biografia
Zurab Andjaparidze, el 1952 es va graduar al Conservatori de Tbilisi que porta el nom de Vano Sarajishvili (classe de David Andguladze. El 1952-1959 i des del 1970 - solista del Teatre d'Òpera i Ballet de Geòrgia que porta el nom de Z. P. Paliashvili a Tbilisi. El 1979-1982 - director del teatre. De 1959 a 1970 va ser solista al Teatre Bolxoi de Moscou.
Ha actuat a l'escenari de concerts, el seu repertori inclou romanços de Piotr Ilitx Txaikovski, Nikolai Rimski-Kórsakov, Serguei Rakhmàninov, cançons napolitanes i cicles vocals d'Òtar Taktakixvili.
Va treballar com a director. Va fer representacions d'òpera a l'Òpera de Kutaissi, al Teatre Armeni d'Òpera i Ballet. Alexander Spendiaryan a Erevan. Des de 1958, va fer gires a l'estranger: Txecoslovàquia, Bulgària, Itàlia, França, Iugoslàvia, Canadà, Romania, Polònia, Grècia.
Des de 1972 - professor al Conservatori de Tbilisi. Vano Sarajishvili (des de 1984 - professor), llavors cap del departament de disciplines musicals de l'Institut de Teatre de Tbilisi Xota Rustaveli.

Tomba de Andzhaparidze

Va ser membre del jurat de concursos vocals internacionals, inclòs el V Concurs Internacional que porta de Txaikovski (Moscou, 1974). El primer president del Concurs Internacional que porta aquest nom de David Andguladze (Batumi, 1996).
Delegat al XXIV Congrés del PCUS. Va morir a Tbilisi en el seu 69è aniversari. Va ser enterrat al parc de l'Òpera de Geòrgia. Z. P. Paliashvili al costat de les lluminàries de la música d'òpera georgiana Z. Paliashvili i V. Sarajishvili.
La primera esposa fou la pianista i professora de música Ivetta Bakhtadze, la filla és la pianista Eteri Andzhaparidze.

## Títols i premis
- II premi al concurs vocal del IV Festival Mundial de Joventut i Estudiants de Moscou (1957)
- Artista honorat de l'RSS de Geòrgia (1958)
- Artista popular de l'RSS de Geòrgia (1961)[5]
- Artista popular de l'URSS (1966)
- Premi Estatal de l'RSS de Geòrgia que porta el seu nom. 3. Paliaixvili (1971)
- Ordre d'Honor (1993)[6]
- Ordre de la Revolució d'Octubre (1981)
- Ordre de la Bandera Roja del Treball (1971)
- Ciutadà d'honor de Tbilisi (1987)

## Memòria
- A Tbilisi, a la casa núm. 31 del carrer Z. Paliashvili, on vivia el cantant, es va descobrir una placa commemorativa el 1998.
- Es va establir el Premi Z. Andzhaparidze, el primer guardonat del qual va ser el tenor georgiano T. Gutushvili.
- A Geòrgia es va crear un fons que porta el nom de Z. Andzhaparidze.
- El 2008, amb motiu del 80è aniversari del cantant, es va publicar el llibre "Zurab Andzhaparidze" (M., compilat per V. Svetozarov).